# Ici Belfort-Montbéliard
 (mars 2018).
Ici Belfort-Montbéliard, anciennement France Bleu Belfort-Montbéliard, est l'une des stations de radio du réseau Ici de Radio France. Elle dessert le Territoire de Belfort et les départements du  Doubs et de la Haute-Saône et peut également être reçue dans le sud du Haut-Rhin et dans le canton du Jura, en Suisse. Elle a commencé à émettre le 14 décembre 1982 sous le nom de « Radio Belfort » avant de devenir « Radio France Belfort ».

## Historique
Le 4 septembre 2000, les radios locales de Radio France sont réunies dans le réseau France Bleu qui fournit un programme commun national que reprennent les programmes locaux des stations en régions.

## Identité de la station

### Siège et bureau
Le siège local est à Belfort, au 10 rue des Capucins. La station dispose également d'un reporter à Montbéliard, au 1 rue de Belfort. En 1982, à sa création, elle disposait de studios au Centre commercial des Quatre As, situé dans la rue de l'As de Trèfle, à Belfort.

## Équipes locales
La direction de France Bleu Belfort Montbéliard encadre une équipe d'une quinzaine de journalistes et d'animateurs radio.

## Programmation
Parmi les décrochages spécifiques à France Bleu Belfort Montbéliard figurent les différentes éditions du journal local.
Depuis plusieurs décennies, elle est le partenaire des différents festivals de la région, comme les Eurockéennes de Belfort, Rencontres et Racines d'Audincourt ou encore le FIMU de Belfort[réf. nécessaire].

## Diffusion
France Bleu Belfort Montbéliard diffuse ses programmes sur la bande FM en utilisant, selon les zones géographiques, les fréquences d'émissions suivantes :
- Belfort : 106,8 MHz
- Montbéliard : 94,6 MHz